# قالی سمنان
درازای تاریخی فرش در استان سمنان به زمان ساسانیان باز‌‌می‌گردد در سنگسر نوعی دست بافته از رسته گلیم‌ها وجود دارد که هنوز نیز تولید می‌گردد و ریشه در هنر ساسانی دارد. تنوع آب و هوایی و جغرافیایی استان باعث رشد گونه‌های مختلف گیاهی و درختی در استان است که تشکیل دهنده مواد اولیه بافت و رنگرزی فرش در استان بوده‌است. چپ متقارن بودن گره، وجود طرح‌های خشتی، شکارگاه، لچک ترنج، گلدانی و گل ومرغ و وجود رنگ‌های لاکی و سرمه‌ای در فرش‌ها از ویژگی‌های فرش سمنان است.

## پیشینه
درازای تاریخی فرش در استان سمنان به زمان ساسانیان باز می‌گردد در سنگسر نوعی دست بافته از رسته گلیم‌ها وجود دارد که هنوز نیز تولید می‌گردد و ریشه در هنر ساسانی دارد. تاریخ بافت فرش دستباف در استان سمنان به شیوه نوین به میانه قرن سیزدهم هجری خورشیدی می‌رسد. نخستین شهرهایی که به بافت فرش مشغول شدند، طرود از توابع شهرستان شاهرود و سمنان و بعد از آن شهمیرزاد، مهدی‌شهر (سنگسر سابق)، دامغان، خارتوران (از توابع شهرستان شاهرود) بود.  
در ابتدا در سمنان قالی‌هایی با طرح‌های کاشان، قم و مشهد بافته می‌شده‌است که بعدها چند طراح به کشیدن طرح‌هایی دست زدند که اغلب آنها از طرح‌های قالی‌های شهرهایی که نام برده شد رونوشت برداشت شده بود.  

## رنگرزی سنتی الیاف فرش
تنوع آب و هوایی و جغرافیایی استان باعث رشد گونه‌های مختلف گیاهی و درختی در استان است که تشکیل دهنده مواد اولیه بافت و رنگرزی فرش در استان بوده و به عنوان مثال از روناس گرفته تا پوست گردو در نواحی استان به عمل می‌آیند مورد کاربری در رنگرزی می‌باشد یا پنبه و پشم که به مقدار فراوان و تنوع گونه‌ها یافت می‌شود.

## ویژگی‌ها
- گره قالی سمنان متقارن چپ (آذری) می‌باشد.
- رج‌شمار رایج تولیدی در سمنان از ۲۵ تا ۶۰ رج و در دست بافته‌های شرکتی تا ۷۵ رج.
- سایز راج نیز ذرع و نیم، ذرع و چهارک، قالیچه، ۶ متری، ۹ متری، ۱۲ متری.
- قالب طرح‌ها خشتی، شکارگاه، لچک ترنج، گلدانی و گل ومرغ است.
- نقش‌ها از دسته نقوش گردان هستند.
- رنگرزی در گذشته، طبیعی، در حال حاضر صنعتی.
- اغلب قالی‌های سمنان از خامه پشمی و کرک تشکیل شده و تعدادی هم ابریشمی در رج‌شمارهای بالا. چله و پود زیر و رو در اکثر موارد بالا پنبه‌ای می‌باشد.
- رنگ‌بندی غالب بر زمینه قالی‌های سمنان نیز رنگ‌های لاکی و سرمه‌ای می‌باشد.